# Perisama cecidina
Perisama cecidina är en fjärilsart som beskrevs av Hans Fruhstorfer 1916. Perisama cecidina ingår i släktet Perisama och familjen praktfjärilar. Inga underarter finns listade i Catalogue of Life.